# Ermita de Sant Joan Nepomucè de la Serratella
L'ermita de Sant Joan de Nepumocè de La Serratella, a la comarca de l'Alt Maestrat, és un lloc de culte catòlic catalogat Bé de Rellevància Local el 2007.
S'hi pot accedir amb cotxe (per una pista asfaltada que es deriva per l'esquerra de la CV-154 direcció Albocàsser) i se situa a uns quatre quilòmetre al nord de la població de la Serratella, a 937 metres d'altitud al paratge conegut com a «Tossal o Mirador de la Talaiola» que constitueix el punt més elevat del municipi. Això permet tenir una vista panoràmica de gran nombre de termes de la comarca i fins i tot de punts molt més llunyans com el Delta de l'Ebre i les Illes Columbretes.

## Història
No és usual l'advocació a aquest sant d'origen txec (1340-1393), almenys al País Valencià. Té tradició a la Serratella per mossèn Carles Vilaplana, veí i des de 1744 rector del poble, qui va comprar els terrenys i va promoure la construcció de l'ermita. Gràcies a la seva labor va sorgir la devoció que s'ha mantingut fins als nostres dies.
Es va inciar la construcció de l'ermita el 16 d'abril de 1759, i l'any 1765 ja es va celebrar la primera missa (el 16 de maig). Això no vol dir que s'havia conclòs les obres, doncs se sap que és el 26 de juliol, festivitat de Sant Joaquim i Santa Anna, de 1770 quan s'acaben les obres de les capelles i amb elles es donava per acabada l'ermita.

## Descripció
Es tracta d'un conjunt de dependències que inclouen des del temple, pròpiament dit, fins a la casa per a l'ermità, una sala per al consistori, la quadra i els corrals. Malgrat això es tracta d'una senzilla construcció de caràcter rústic, amb teulades poc inclinades i de considerable longitud. La rematada de la façana es fa en un capcer que fa d'espadanya, la qual cosa permet distingir l'ermita d'altres masies de la zona.
S'accedeix al temple (de reduïdes dimensions, uns cinc metres d'ample per uns dotze de llarg) per una porta, adovellada, emmarcada per carreus, que se situa fora de l'eix de simetria de la façana que presenta altres obertures, com una altra porta d'entrada, així com diverses finestres que il·luminen les dependències annexes al temple.
Interiorment la senzillesa i rusticitat continuen, presenta tres naus, en les quals la central és més ampla que les laterals i dues capelles que se separen de la planta principal a través de sengles arcs de mig punt, La imatge del sant de l'advocació de l'ermita centra l'altar major.
En 1985 es va restaurar gràcies a la contribució dels veïns de la Serratella, que s'encarreguen també de la seva neteja i manteniment.

## Festes
Com ha ocorregut amb altres pobles, peregrinacions que es realitzaven a ermites o esglésies d'altres municipis, en construir la seva ermita pròpia, van deixar de realitzar-se, sent el lloc de peregrinació aquesta nova ermita. Això és el que va provocar que es deixés de fer, a partir de 1803, la peregrinació a Sant Pau d'Albocàsser, i s'iniciés, en comptar amb els permisos eclesiàstics oportuns, la peregrinació a Sant Joan Nepomucè, la qual s'ha mantingut fins a l'actualitat. Aquest romiatge té lloc el dilluns de Pasqua, moment en el qual els romanís parteixen de l'església de San Miquel i després d'un recorregut de poc menys d'una hora pel conegut com “Camí dels Deveses” arriben a l'ermita. És llavors quan es realitza l'esmorzar de la mico, se celebra missa i es reparteix el rotllo beneït. Després dels actes es torna al poble pel corriol del Mes de Rasos.
També es diu que antigament els mariners i pescadors de Vinaròs peregrinaven a l'ermita per donar gràcies al sant per haver-los salvat dels perills de la mar.